# Авока (Айова)
Авока (англ. Avoca) — місто (англ. city) в США, в окрузі Поттаваттамі штату Айова. Населення — 1683 особи (2020).

## Географія
Авока розташована за координатами 41°29′3″ пн. ш. 95°20′11″ зх. д. / 41.48417° пн. ш. 95.33639° зх. д. (41.484074, -95.336325).  За даними Бюро перепису населення США в 2010 році місто мало площу 5,51 км², уся площа — суходіл. В 2017 році площа становила 6,17 км², уся площа — суходіл.

## Демографія
Згідно з переписом 2010 року, у місті мешкало 1506 осіб у 662 домогосподарствах у складі 436 родин. Густота населення становила 273 особи/км².  Було 711 помешкання (129/км²).
Расовий склад населення:
| - 98,8 % — білих - 0,2 % — чорних або афроамериканців - 0,1 % — корінних американців - 0,1 % — азіатів |

До двох чи більше рас належало 0,6 %. Частка іспаномовних становила 1,9 % від усіх жителів.
За віковим діапазоном населення розподілялося таким чином: 23,4 % — особи молодші 18 років, 57,9 % — особи у віці 18—64 років, 18,7 % — особи у віці 65 років та старші. Медіана віку мешканця становила 43,2 року. На 100 осіб жіночої статі у місті припадало 95,8 чоловіків;  на 100 жінок у віці від 18 років та старших — 93,5 чоловіків також старших 18 років.
Середній дохід на одне домашнє господарство  становив 66 265 доларів США (медіана — 50 735), а середній дохід на одну сім'ю — 86 114 долари (медіана — 76 458). Медіана доходів становила 48 281 долар для чоловіків та 34 955 доларів для жінок. За межею бідності перебувало 9,7 % осіб, у тому числі 12,5 % дітей у віці до 18 років та 4,3 % осіб у віці 65 років та старших.
Цивільне працевлаштоване населення становило 717 осіб. Основні галузі зайнятості: освіта, охорона здоров'я та соціальна допомога — 24,0 %, роздрібна торгівля — 13,8 %, будівництво — 9,9 %, транспорт — 9,2 %.

## Персоналії
- Річард Беймер (*1938) — американський актор.